# Флаг Шигонского района
Флаг муниципального района Шиго́нский Самарской области Российской Федерации — опознавательно-правовой знак, служащий официальным символом муниципального образования.
Флаг утверждён 27 февраля 2006 года и внесён в Государственный геральдический регистр Российской Федерации с присвоением регистрационного номера 2275.

## Описание флага
«Флаг муниципального района Шигонский Самарской области представляет собой прямоугольное полотнище с отношением высоты к длине 2:3, состоящее из четырёх прямоугольных секторов, при этом два сектора равных размеров жёлтого и голубого цвета располагаются ближе к древку, другие два сектора зелёного и жёлтого цвета по размеру больше, чем два первых сектора. На крыше полотнища помещено изображение лося красного цвета».
«Флаг Шигонского района представляет собой прямоугольное полотнище с отношением ширины к длине 2:3, разделённое крестообразно со смещением к древку на неравные части: жёлтую и голубую (у древка, каждая в 1/3 полотнища), зелёную и жёлтую и несущее посередине деления красное изображение лося с воздетой головой».

## Обоснование символики
Шигонский район занимает восточную часть Приволжской возвышенности, и половина границ района проходит по Куйбышевскому водохранилищу, что символически отражено в нижней части флага синим цветом.
В районе берут начало уникальные по своей красоте покрытые лесами Жигулёвские горы, которые символически изображены в верхней части флага зелёным цветом.
Две жёлтые части флага символизируют просторы приволжских степей и многочисленные поля сельскохозяйственных угодий района.
Уникален и разнообразен мир флоры и фауны Шигонского района. Здесь следует выделить властелина леса — могучего и гордого лося. Красный цвет лося символизирует его силу, красоту и неукротимость, и аллегорически подчёркивает неповторимость Шигонского района.
Синий цвет — символ чистоты помыслов, чести, преданности, истины и добродетели.
Жёлтый цвет (золото) — символ богатства, урожая, уважения, великодушия, постоянства.
Зелёный цвет — символ надежды, ожидания, весны, здоровья.
Красный цвет — символ красоты, мужества, трудолюбия.